# 小行星10937
小行星10937（10937 Ferris）是一颗绕太阳运转的小行星，为主小行星带小行星。该小行星于1998年8月27日发现。

## 轨道参数
小行星10937的轨道半长轴为3.2193906 UA，离心率为0.034。